# Manuel María Ponce Brousset
Manuel María Ponce Brousse (Lima, 5 aprile 1874 – Lima, 18 luglio 1966) è stato un politico e generale peruviano.
È stato Presidente del Perù dal 25 agosto al 27 agosto 1930.

## Onorificenze

### Onorificenze straniere
| Controllo di autorità | VIAF (EN) 78106254 · LCCN (EN) n99013226 |